# The General (película)
The General es una película basada en la vida y hechos de Martin Cahill, delincuente irlandés que desafío a la policía y al IRA en los años 80. Fue dirigida por John Boorman en 1997 y estrenada en 1998. Brendan Gleeson interpretó a Cahill, Adrian Dunbar a su amigo Noel Curley y Jon Voight al inspector Ned Kenny.
La película, originalmente rodada para ser exhibida en blanco y negro, se distribuyó en algunos países (entre ellos España) en una versión en color, en contra de los deseos del director.